# راسيل دايموند
راسيل دايموند (بالإنجليزية: Russ Diamond)‏ هو رائد أعمال وسياسي أمريكي، ولد في 26 يوليو 1963 بهرشي في الولايات المتحدة. حزبياً، نشط في الحزب الجمهوري. وقد انتخب عضو مجلس نواب بنسيلفانيا.

## وصلات خارجية
- الموقع الرسمي